# (3285) Ruth Wolfe
(3285) Ruth Wolfe es un asteroide perteneciente al cinturón de asteroides, descubierto el 5 de noviembre de 1983 por Carolyn Shoemaker desde el Observatorio del Monte Palomar, Estados Unidos.

## Designación y nombre
Designado provisionalmente como 1983 VW1. Fue nombrado Ruth Wolfe en honor de F. Ruth Wolfe, matemático estadounidense y amigo de los descubridores.